# Ведьмина служба доставки (роман)
«Ве́дьмина слу́жба доста́вки» (яп. 魔女の宅急便 Мадзё но Таккю:бин, букв. «Ведьмина домашняя экспресс-доставка») — детский фантастический роман, написанный японской писательницей Эйко Кадоно и иллюстрированный Акико Хаяси. Впервые был опубликован издательством «Фукуйнкан Сётэн» 25 января 1985 года. Лег в основу одноимённого анимационного фильма, выпущенного студией «Гибли» в 1989 году, а также вышедшего в 2014 году одноимённого художественного фильма.
Книга была многократно отмечена наградами в Японии. Вдохновлённая этим фактом, а также успехом мультфильма, Кадоно написала ещё восемь книг в качестве продолжения. Последняя из них была опубликована в 2022 году.

## Сюжет
Книга рассказывает о приключениях молодой ведьмы Кики. Её мать также является ведьмой, а отец — обычным учёным. Кики исполняется тринадцать лет и она должна улететь из родительского дома и провести год своей жизни самостоятельно в незнакомом городе, где нет других ведьм. В качестве нового места жительства она выбирает приморский город Корико. Чтобы добывать средства пропитания, она должна работать по своей ведьминской профессии. Но способности Кики ограничиваются только умением летать, поэтому она открывает службу доставки, используя свою метлу для полёта в качестве транспорта. Кики сопровождает её компаньон — чёрный кот Дзи-дзи, а на новом месте она встречает и заводит дружбу с самыми разными людьми.

## Название
Слово таккюбин (宅急便, букв. «домашняя быстрая почта») из оригинального названия произведения является торговой маркой японской компании Yamato Transport, несмотря на то, что оно используется в качестве синонима слова такухаибин (宅配便, букв. «почта с доставкой на дом»). Компания не только разрешила использование своей торговой марки, хотя по японскому законодательству это не обязательно, но также оказала всяческую спонсорскую поддержку анимационному фильму, снятому по книге, поскольку использует в качестве логотипа изображение чёрной кошки, несущей котёнка.

## Переводы
Переводы Мадзё но Таккюбин не публиковались до 2003 года, когда книга стала доступна на английском, итальянском, корейском и китайском языках. Шведская версия была опубликована в 2006. На русском языке книга издавалась в апреле 2018, издательством «Азбука-Аттикус». В 2019 вышел перевод на французский, а в 2022 — на венгерский.

## Экранизации
- Книга была адаптирована для одноимённого анимационного фильма режиссёра Хаяо Миядзаки, выпущенного в 1989 году студией Гибли.
- Полнометражный художественный фильм вышел в Японии 1 марта 2014 года[2].

## Награды и номинации
- 23-я Литературная премия имени Номы за детскую литературу
- 34-я премия Сёгакукан за детскую литературу
- Место в почётном списке Международного совета по детской книге (IBBY) за 1986[3]

## Продолжения серии про Кики
- «Ведьмина служба доставки 2: Кики и новое колдовство» (яп. 魔女の宅急便その2 キキと新しい魔法   Мадзё но Таккюːбин 2: Кики то атарасиː махоː) — вторая книга серии. Опубликована 30 июня 1993 года. Иллюстрирована Такако Хироно[4].
- «Ведьмина служба доставки 3: Кики и другая ведьма» (яп.  魔女の宅急便その3 キキともうひとりの魔女   Мадзё но Таккюːбин 3: Кики то моː хитори но мадзё) — третья книга серии. Опубликована 20 октября 2000 года. Эта и последующие книги иллюстрированы Михо Сатаке.
- «Ведьмина служба доставки 4: Кики и её любовь» (яп. 魔女の宅急便その4 キキの恋 Мадзё но Таккюːбин 4: Кики но кой) — четвёртая книга серии. Опубликована 10 марта 2004 года.
- «Ведьмина служба доставки 5: Кики и её волшебство» (яп. 魔女の宅急便その5 魔法の止まり木 Мадзё но Таккюːбин 5: Махоː но Томариги) — пятая книга серии, опубликованная 20 мая 2007 года.
- «Ведьмина служба доставки 6: Тысяча дорог» (яп. 魔女の宅急便その6 それぞれの旅立ち Мадзё но Таккюːбин 6: Сорэдзорэ но табидати) — шестая книга серии, опубликованная 7 октября 2009 года.
- «Ведьмина служба доставки. Кики и её друзья» (яп. 魔女の宅急便 特別編 キキに出会った人びと Мадзё но Таккюːбин Токубэцу хэн Кики ни дэатта хитобито) — сборник рассказов о персонажах появлявшихся в серии, опубликован 25 января 2016 года.
- «Ведьмина служба доставки. Кики и Дзидзи» (яп. 魔女の宅急便 特別編その2 キキとジジ Мадзё но Таккюːбин Токубэцу хэн соно 2 Кики то Дзидзи) — начало истории Кики, опубликована 25 мая 2017 года.